# 錫古斯
錫古斯（阿拉伯语：‎），是阿爾及利亞的城鎮，位於該國東北部，由烏姆布瓦吉省負責管轄，是錫古斯區的首府，面積207平方公里，2008年人口17,598，人口密度每平方公里85人。